# ستيف رودس
ستيف رودس (17 يونيو 1964 في المملكة المتحدة - ) (بالإنجليزية: Steve Rhodes)‏ هو لاعب كريكت بريطاني. شارك مع منتخب إنجلترا للكريكت. أما مع النوادي، فقد لعب مع نادي مقاطعة ورسسترشاير للكريكيت ‏ ونادي مقاطعة يوركشاير للكريكت ‏.

## وصلات خارجية
- ستيف رودس على موقع إي آس بي آن كريك إنفو (الإنجليزية)